# 小栋拜吉哈兹
小栋拜吉哈兹（匈牙利語：Kisdombegyház）是匈牙利贝凯什州所辖的一个村，与栋拜吉哈兹和马扎尔栋拜吉哈兹相邻。总面积12.61平方公里，总人口457，人口密度36.2人/平方公里（2011年1月1日）。